# カミーユ・ドスタン (タラール公)

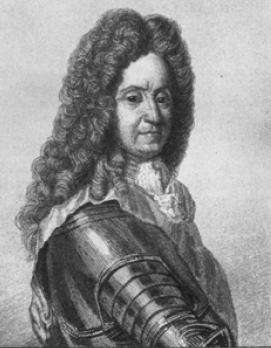
タラール公カミーユ・ドスタン

タラール公カミーユ・ドスタン（Camille d'Hostun, duc de Tallard, 1652年2月14日 - 1728年3月20日）は、フランス・ブルボン朝の貴族、軍人。ロジェ・ドスタンの子としてリヨンで生まれた。初め伯爵で、後に公爵に叙爵された。

## 生涯
16歳からフランス軍に入隊、オランダ侵略戦争でコンデ公ルイ2世に従い、1674年からテュレンヌ子爵の下に移りアルザスで戦った。大同盟戦争ではライン川付近で戦い、戦後はイングランドへフランス大使として赴任、イングランド王兼オランダ総督ウィリアム3世らと共にスペイン王カルロス2世亡き後の分割協議を話し合った。しかし、フランス王ルイ14世がカルロス2世死後に即位した孫のフェリペ5世のフランス王位継承権を手放さず、南ネーデルラントに軍勢を駐屯させたり、ジャコバイトを支援してウィリアム3世からのイングランド王位奪取を狙うジェームズ・フランシス・エドワード・ステュアートの支持を表明したため、1701年にロンドンから追放された。
スペイン継承戦争で軍務に戻り、1702年にブーフレールの指揮下でオランダ攻撃に加わった。同年にドイツのライン川戦線に移り、翌1703年にヴィラールの指示で神聖ローマ帝国の将軍・バーデン辺境伯ルートヴィヒ・ヴィルヘルムをストラスブールで監視、ドナウ川でヴィラールとバイエルン選帝侯マクシミリアン2世との合流を成功させた。ライン川に残った後も9月7日にブライザハを陥落、11月15日にシュパイアーバハの戦いで帝国軍に勝利して17日にランダウも陥とすなど戦功を積み重ね、元帥に任命された。
1704年にオランダからイングランド軍司令官のマールバラ公ジョン・チャーチルがライン川を南下、ネーデルラントからマールバラ公を追ったヴィルロワとランダウで合流したが、マールバラ公とプリンツ・オイゲン及びルートヴィヒ・ヴィルヘルムとの合流も許してしまった。マールバラ公とルートヴィヒ・ヴィルヘルムはドナウ川へ東進、7月にオイゲンもドナウ川へ向かうと後を追ってマクシミリアン2世とフェルディナン・ド・マルサン（ヴィラールの後任）が率いるフランス・バイエルン連合軍と合流した。8月13日にマールバラ公とオイゲンに決戦を挑んだが、ブレンハイムの戦いで大敗して捕虜となり、イングランドへ送還された。その後7年間ノッティンガムで虜囚として過ごし、1711年に解放されフランスへ帰国、翌1712年から1715年までフランス王国爵位貴族（Pairie de France）に叙爵され伯爵から公爵に陞爵された。
1715年にルイ14世が亡くなり、遺言状でルイ15世を後見する諮問会議の一員に指名されていたが、摂政のオルレアン公フィリップ2世によって破棄され、実現せずに終わった。また、1724年から1726年まで科学アカデミーの会長を務めた。
1728年、パリで76歳で亡くなった。長男のフランソワはブレンハイムで戦死したため、次男のマリー・ジョゼフが家督を継承した。但し、タラール公位は1代限りだったため、マリー・ジョゼフは新設のホスタン公位に叙爵された。